# 비스크 (음식)
비스크(프랑스어: bisque)는 부드럽고 크리미한 프랑스식 수프이다. 전통적으로는 바닷가재, 게, 새우, 가재 등 갑각류에서 추출한 쿨리를 사용하며, 증점제로는 쌀을 쓴다. 현대에는 호박이나 토마토 등 해산물이 아닌 재료로 비스크를 만들기도 한다.

## 같이 보기
- 블루테
- 포타주